# Manuel Foucher
Manuel Foucher (n. San Juan Bautista, Tabasco, México 24 de diciembre de 1835 - San Juan Bautista, Tabasco, México 2 de noviembre de 1882) Fue un político, poeta y periodista mexicano que nació en el estado de Tabasco, llegando a ser en dos ocasiones gobernador interino de su estado.

## Primeros años
Manuel Foucher nació el 24 de diciembre de 1835 en San Juan Bautista, capital del estado de Tabasco. Estudió en las ciudades de Mérida y San Francisco de Campeche. Fue poeta, y periodista. Colaboró en los periódicos El Grijalva, El Fronterizo y El Demócrata, así como en la revista literaria La Abeja.
Durante la época del Segundo Imperio Mexicano, se desempeñó como "escribiente" en la aduana marítima imperial de Tabasco.

## Gobernador interino de Tabasco

### Primer período
La primera ocasión que Manuel Foucher ocupó la gubernatura del estado en forma interina, fue para cubrir la ausencia del Gobernador Constitucional Simón Sarlat Nova quien solicitó licencia para separarse del cargo por motivos de salud, desempeñando el cargo por espacio de 41 días del 25 de mayo al 6 de julio de 1880.

### Segundo período
En el año de 1880 se realizaron elecciones locales para gobernador, resultando electo Francisco de Lanz y Rolderat como Gobernador y Manuel Foucher como Vicegobernador, para el período 1881-1884, tomando posesión del cargo el 1 de enero de 1881. 
Sin embargo, el gobernador solo estuvo en funciones tres meses, debido a que el 18 de marzo de ese año, falleció por intoxicación, sospechándose de que se había tratado de un crimen político. Por lo anterior, el Congreso del estado nombró como gobernador interino, a Manuel Foucher, quien tomó posesión ese mismo día.
Desde el principio, Manuel Foucher fue duramente cuestionado por los viejos políticos tabasqueños, quienes lo acusaban de haber aceptado el cargo de gobernador después de haber sido procurador de Justicia del Estado. La oposición a su gobierno y los cuestionamientos a su persona fueron creciendo a grado tal, que existía en el estado una anarquía y descontrol. Esto desencadenó el 2 de noviembre de 1882 a las 6 de la tarde, el gobernador Manuel Foucher fue asesinado en el puente de "Ampudia" ubicado la capital del estado.
Ante la situación, el Congreso del Estado, nombró como gobernador interino a Wenceslao Briseño Bonilla, quien asumió el cargo ese mismo 2 de noviembre por la noche.